# Beckham Castro
Beckham David Castro Espinosa (Cartagena, 12 settembre 2003) è un calciatore colombiano, attaccante del La Equidad in prestito dal Millonarios.

## Biografia
Il suo nome deriva dall'omonimo ex calciatore inglese, David Beckham.

## Caratteristiche tecniche
Gioca come ala sinistra.

## Carriera
Castro è approdato nel settore giovanile del Millonarios nel 2020, dopo aver effettuato in precedenza dei provini con Grêmio e Braga. Ha debuttato in prima squadra il 23 marzo 2023 nell'incontro di Categoría Primera A vinto 2-0 contro il Deportivo Pasto e due mesi più tardi ha segnato il suo primo gol nel pareggio per 2-2 contro l'Independiente Medellín.

## Statistiche

### Presenze e reti nei club
Statistiche aggiornate al 10 luglio 2024.
| Stagione        | Squadra         | Campionato      | Campionato | Campionato | Coppe nazionali | Coppe nazionali | Coppe nazionali | Coppe continentali | Coppe continentali | Coppe continentali | Altre coppe | Altre coppe | Altre coppe | Totale | Totale | Totale |
| Stagione        | Squadra         | Comp            | Pres       | Reti       | Comp            | Pres            | Reti            | Comp               | Pres               | Reti               | Comp        | Pres        | Reti        | Pres   | Reti   |        |
| --------------- | --------------- | --------------- | ---------- | ---------- | --------------- | --------------- | --------------- | ------------------ | ------------------ | ------------------ | ----------- | ----------- | ----------- | ------ | ------ | ------ |
| 2023            | Millonarios     | A               | 30         | 6          | CC              | 7               | 1               | CS                 | 3                  | 0                  |             | -           | -           | 40     | 7      |        |
| 2024            | Millonarios     | A               | 14         | 1          | CC              | 0               | 0               | CL                 | 3                  | 0                  | SC          | 2           | 0           | 19     | 1      |        |
| Totale carriera | Totale carriera | Totale carriera | 44         | 7          |                 | 7               | 1               |                    | 6                  | 0                  |             | 2           | 0           | 59     | 8      |        |

## Palmarès

### Club

#### Competizioni nazionali
- Campionato colombiano: 1

Millonarios: 2023
- Súper Liga: 1

Millonarios: 2024